# Ľudo Zúbek
Ľudo Zúbek (12. července 1907, Malacky – 23. června 1969, Bratislava) byl slovenský prozaik, publicista a překladatel.

## Životopis
Narodil se v rodině zedníka Jana Zúbka a Terezie Zubkové, pocházel z devíti dětí a byl prvorozeným synem, dalšími sourozenci byli: Jozef, Růžena, Matilda, Maria, Ernest, Valéria, Karol a Viktor Zúbkovi. Vzdělání získal na Obchodní akademii v Bratislavě. Po ukončení studia pracoval v bankách jako úředník (Bratislava, Malacky, Skalica, Zohor, Hlohovec, Piešťany), v letech 1932-1946 pracoval ve Slovenském rozhlase, v letech 1946-1947 na pověřenectvu informací. V roce 1947 se stal ředitelem nově vzniklého vydavatelství Tatran a v letech 1948-1956 byl jeho vedoucím redaktorem. Od roku 1957 se aktivně věnoval literární činnosti a za své dílo byl v roce 1967 oceněn titulem zasloužilý umělec.

## Tvorba
Patřil k tvůrcům slovenského historicko biografického románu a zasloužil se o rozvoj slovenské rozhlasové hry pro děti a mládež, ale i dospělé. Psal přednášky, fejetony, reportáže, cestopisná pásma, povídky, rozhlasové hry a romány. Věnoval se také literatuře faktu a překládal z maďarské a české literatury. Upravil také dílo Důmyslný rytíř don Quijote de la Mancha a část z románu V. Huga Bídníci pod názvem Cosette.

## Dílo
- Seznam děl v Souborném katalogu ČR, jejichž autorem nebo tématem je Ľudo Zúbek

### Próza pro dospělé
- 1938 – Ján Kupecký, životopisný román o slovenském malíři
- 1956 – Doktor Jesenius, životopisný román o Janu Jeseniovi
- 1956 – Skrytý pramen, historicko-životopisná novela o mistru Pavlovi z Levoče
- 1962 – Zlato a slovo, historický román o kolonizaci amerických území Španěly
- 1965 – Barevný sen, nové dílo o Janovi Kupeckém
- 1971 – Čtvrtá stěna, posmrtně vydaný román o absolventce herectví (napsán byl již v roce 1962)
- 1987 – Ze zamčené zahrady, posmrtně vydané krátké prózy (výběr sestavil Milan Jurčo)

### Próza pro děti a mládež
- 1949 – Ve službách Matěje knihkupectví, historický román o slovenském vydavateli a kolportérovi
- 1952 – Zednický chléb, autobiografické dílo
- 1957 – Jar Adély Ostrolucké, dívčí román o Ludvítu Štúrovi a Adele Ostrolucké
- 1967 – Rytíři bez meče, 15 portrétů světových autorů literatury
- 1969 – Říše Svatoplukova, dílo o národních dějinách